# ألان قود
ألان قود (بالإنجليزية: Alan Good)‏ هو لاعب اتحاد الرغبي نيوزلندي، ولد في 12 يوليو 1867 في Urenui ‏ في نيوزيلندا، وتوفي في 30 أبريل 1938 في Hāwera ‏ في نيوزيلندا.